# Pauropsylla proxima
Pauropsylla proxima är en insektsart som beskrevs av Jennifer L. Hollis 1984. Pauropsylla proxima ingår i släktet Pauropsylla och familjen spetsbladloppor. Inga underarter finns listade i Catalogue of Life.